# من که هرگز مردی را نشناخته‌ام
رمان «من که هرگز مردی را نشناخته‌ام»، که در اصل به زبان فرانسه با عنوان «Moi qui n'ai pas connu les hommes» منتشر شده، یک رمان علمی-تخیلی اثر نویسنده بلژیکی، ژاکلین هارپمن، است که در سال ۱۹۹۵ به رشته تحریر درآمد. این اثر، نخستین رمان از آثار هارپمن بود که به زبان انگلیسی ترجمه شد.  نخستین بار در سال ۱۹۹۷، انتشارات "Seven Stories Press" این کتاب را با عنوان «Mistress of Silence» به چاپ رساند، و سپس انتشارات "Avon Eos" آن را تجدید انتشار نمود.
رمان «من که هرگز مردی را نشناخته‌ام» در سال ۲۰۲۲ توسط انتشارات "Transit Books" بازنشر شد، و در این نسخه، مؤخره‌ای جدید به قلم سوفی مکینتاش به آن افزوده گشت. 

## خلاصه داستان
داستان حول محور سی و نه زن و یک دختر می‌گردد که در قفسی زیرزمینی اسیرند. نگهبانان همگی مرد بوده و هرگز با آنان سخن نمی‌گویند. دخترک، یگانه اسیر در میان آنان است که هیچ خاطره‌ای از دنیای بیرون ندارد؛ هیچ‌کدام از اسرا نمی‌دانند چرا زندانی شده‌اند، یا دلیل حضور یک کودک در میان سی و نه فرد بالغ چیست.
روزی، صدای آژیر به گوش می‌رسد و نگهبانان می‌گریزند؛ متعاقباً، زندانیان قادر به فرار می‌شوند. آنان خود را در دشتی بی‌کران و لم‌یزرع می‌یابند، بدون آنکه هیچ انسان دیگری در آن حوالی باشد و هیچ سرنخی از آنچه بر سر جهان آمده است، در دست ندارند.  کتاب به کندوکاو در مضامین تنهایی، محرومیت حسی و بقا می‌پردازد.

## دستاوردها
این اثر در سال ۱۹۹۵ نامزد جایزه فمینا شد.
روزنامه نیویورک تایمز این رمان را "تاریک اما جذاب" و "به غایت اندوهبارترین اثر داستانی ممکن" توصیف نمود.  نشریه کرکوس ریویوز آن را با "سرگذشت ندیمه" مقایسه کرد و ضمن "کوتاه" خواندنش، آن را "تأثیرگذار" و "قدرتمند" دانست.  نشریه اکسپرس آن را "جان‌سوز" و "باشکوه" و محصول "تخیل عمیقاً اصیل" خواند. دبورا آیزنبرگ در مقاله‌ای برای نیویورک ریویو آو بوکز نوشت: "به شکلی متناقض، رازآلودگی طاقت‌فرسای کتاب—جهان تحلیل‌رفته و منجمدی که به تصویر می‌کشد—درکی غنی و ضمنی از زندگی انسانی ارائه می‌دهد."